# 三國遺事
《三國遺事》是高麗時代国师一然（1206年-1289年）所編撰的一部古書，以新羅、高句麗、百濟三國為對象。該書由五卷、九篇、一百四十四個條目所構成，九篇的篇目分別為王曆、紀異、興法、塔像、義解、神咒、感通、避隱、孝善。檀君传说便是首次記載于此书。
《三國遺事》是朝鮮半島繼《三國史記》之後第二早的史書，然而其中也包含了許多神異的民間傳說。從書名的「遺事」兩字就可看出，身為佛教僧侶的作者對於《三國史記》的編寫方針有所不滿意，而刻意收集遺漏之事蹟加以記載。

## 内容
本书由五卷组成，五卷又分为九篇。
1. 卷1　王曆　第1篇：新罗，高句丽，百济，伽倻等国家从B.C.57年到A.D.936年高丽太祖统一半岛为止的年代表。
2. 卷1　紀異　第1篇：描述从古朝鲜到南北国时代，出现的古朝鲜，卫满朝鲜，三韩，七十二国，乐浪郡，北带方，南带方，靺鞨•渤海，五伽倻，扶余国，伊西国，高句丽，百济等国家，共36条。
3. 卷2　紀異　第2篇：描述统一新罗的出现和此后历代国王，共24条。并记录从古朝鲜到高丽建国为止，各个国家和国王（尤其新罗国王）的奇异的故事。
4. 卷3　興法　第3篇：讲述佛教传到三国并发展兴盛的过程，共8条。
5. 卷3　塔像　第4篇：记录三国时期（尤其新罗）建造的师塔和佛像，共29条。
6. 卷4　義解　第5篇：记录新罗高僧的事迹，共14条。
7. 卷5　神呪　第6篇：记录新罗密教高僧的奇异事迹，共3条。
8. 卷5　感通　第7篇：记录特别向佛的信徒和僧侣，证明佛教的加被力，共10条。
9. 卷5　避隱　第8篇：记录僧侣独自学习佛法的事迹，共10条。
10. 卷5　孝善　第9篇：描述世俗伦理-孝和佛教伦理（轮回，因果报应）的融合，记录新罗人的孝行事例，共5条。

## 《三國遺事》与檀君传说
檀君传说首次出现于此书。
- 《三国遗事》属私家著述，记载传闻稗说，无史料依据。比它早成书150年的官修正史《三国史记》不记檀君，宋人徐竞使高丽后于1224年著《高丽图经》，虽设“建国”专条但不记檀君。查一然所称《魏书》，无檀君记载。
- 朝鮮王朝安鼎福之「東史綱目」，還認為檀君之說是「誕妄不足辯」[1]。